# 샤를아메데필리프 반 로
샤를아메데필리프 반 로(프랑스어: Charles-Amédée-Philippe van Loo, 1719년 8월 25일~1795년 11월 15일)는 주로 알레고리화와 초상화를 그린 프랑스의 화가이다.
그는 토리노와 로마에서 화가인 아버지 장바티스트 반 로 밑에서 그림을 배웠으며, 1738년에는 로마 대상을 수상했다. 1745년 파리로 돌아오기 전에는 엑상프로방스에 머물렀다. 그는 1747년에 왕립 회화 조각 아카데미의 일원이 되었고, 그 해에 화가 미셸 르브룅(Michel Lebrun)의 딸이자 그의 사촌 마리마르그리트 르브룅(Marie-Marguerite Lebrun)과 결혼했다.
1770년 7월 7일에는 파리 보자르의 회화 교수로 임명되었다.
그는 사드 후작의 유일한 초상화를 그린 것으로 유명하다.
그의 형제 중에는 화가 루이미셸 반 로(1707~1771)와 프랑수아 반 로(1708~1732)가 있다.

## 작품

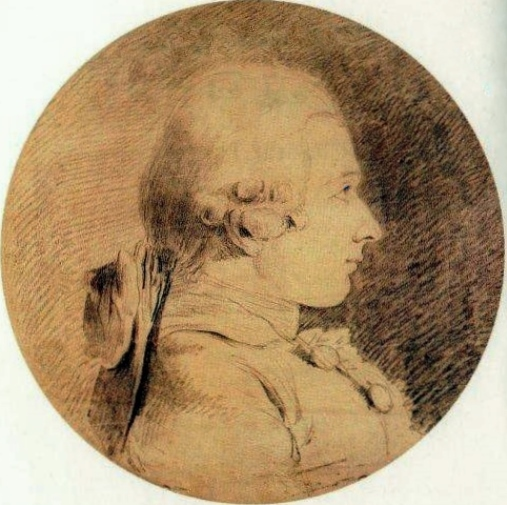
사드 후작의 초상화, 1760년~1762년
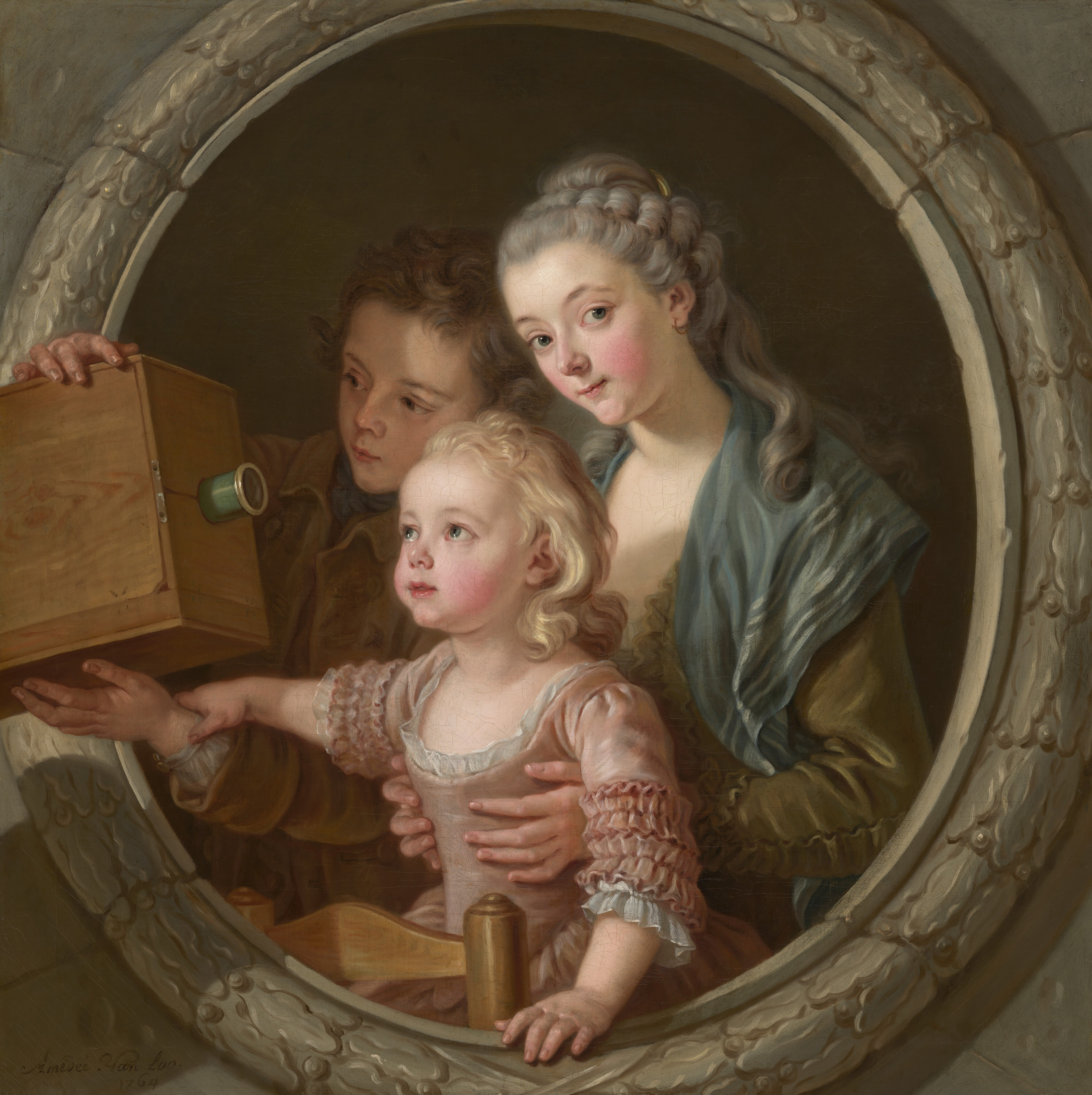
《마법의 등불》 또는 《카메라 옵스쿠라》, 1764년, 내셔널 갤러리 오브 아트
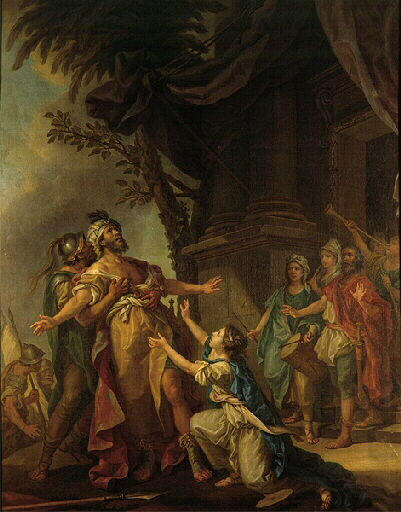
Le Vœu de Jephté, 1785년
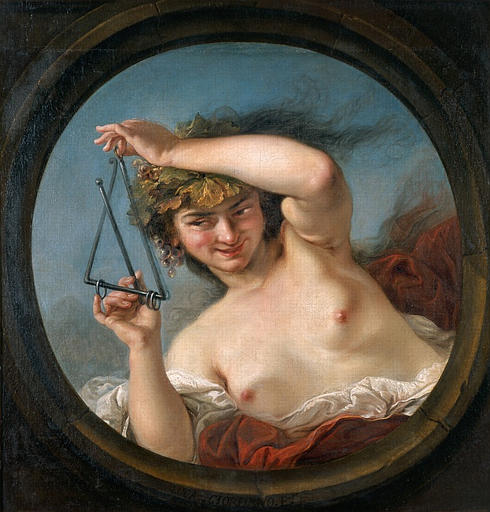
《트라이앵글을 연주하는 바쿠스 신의 여제관》,  1775년~1795년, 그르노블 박물관